# Feitiço
Feitiço, właśc. Luís Macedo Matoso (ur. 29 grudnia 1901 w São Paulo, zm. 23 sierpnia 1985 tamże) – piłkarz brazylijski grający na pozycji napastnika.

## Kariera klubowa
Feitiço karierę piłkarską rozpoczął w klubie Corinthians Paulista w 1921 roku, z którego przeszedł do São Bento São Paulo. W São Bento trzykrotnie zdobył tytuł króla strzelców ligi stanu São Paulo – Campeonato Paulista w 1923, 1924 i 1925 roku. W latach 1926–1932 występował w Santosie FC. Potem grał w Corinthians São Paulo, z którego przeniósł się do urugwajskiego CA Peñarol. Z Peñarolem zdobył mistrzostwo Urugwaju 1936. Po powrocie do Brazylii grał w CR Vasco da Gama (1936–1937), z którego przeszedł do Palestra Itália. Z Palestra Itália zdobył mistrzostwo stanu São Paulo – Campeonato Paulista w 1940 roku. Ostatnim klubem w karierze Feitiço było São Cristóvão FR, w którym skończył karierę w 1941 roku.

## Kariera reprezentacyjna
Feitiço zadebiutował w reprezentacji Brazylii 24 czerwca 1928 w meczu ze szkockim klubem Motherwell F.C. W meczu tym zdobył cztery bramki. Rok później wystąpił i zdobył bramkę w meczu z węgierskim Ferencvarosem Budapeszt. Ostatni raz w reprezentacji zagrał 6 września 1931 w wygranym 2-0 meczu z reprezentacją Urugwaju, którego stawką było Copa Rio Branco 1931. Był to jego jedyny mecz międzypaństwowy. W meczach nieoficjalnych reprezentacji wystąpił 3 razy i strzelił 6 bramek.